# Əliməmmədoba
Əliməmmədoba è un comune dell'Azerbaigian situato nel distretto di Quba. Conta una popolazione di 825 abitanti.